# Thiratoscirtus efik
Thiratoscirtus efik es una especie de araña saltarina del género Thiratoscirtus, familia Salticidae. Fue descrita científicamente por Wesołowska & Edwardsen 2012.
Habita en Nigeria.